# Hu Xijin
Hu Xijin (chinês: 胡锡进, pinyin: Hú Xījìn; nascido em 1960) é um jornalista chinês e editor do Global Times, um jornal estatal da República Popular da China. 

## Infância e educação
Hu nasceu em Pequim. Após se formar no programa de mestrado em Literatura Russa pela Universidade de Estudos Estrangeiros de Pequim, em 1989, Hu começou sua carreira como jornalista no Diário do Povo. Quando jovem, Hu participou dos protestos na Praça da Paz Celestial de 1989, posteriormente afirmando que a ação militar no evento foi uma tragédia causada por ingenuidade estudantil e inexperiência do governo.

## Carreira
Trabalhando como correspondente estrangeiro do jornal, cobriu tanto a Guerra da Bósnia como a Guerra do Iraque. Após cobrir a Desintegração da Iugoslávia como correspondente de guerra, passou a ser um admirador da rigidez do regime comunista.
Hu tornou-se editor do Global Times em 2005, editando a versão em chinês e, após sua criação em 2009, a versão em inglês. Durante o tempo de Hu como editor do Global Times, ficou conhecido por sua postura linha-dura belicosa. "Frisbee Hu", um apelido para Hu Xijin, surgiu a partir da piada de que ele recupera o que quer que o governo jogue para ele.

### Acusações de "astroturfing"
Segundo Richard Burger, ex-editor do Global Times, após a prisão de Ai Weiwei, a equipe chinesa do Global Times foi ordenada por Hu a conduzir uma campanha de "astroturfing" contra o artista em favor da crítica do governo chinês em relação ao "dissidente" Ai.